# Tarapoto
Tarapoto è una città del Perù centro-orientale ai margini della foresta Amazzonica. Cento Commerciale della regione di San Martín e della provincia omonima, si trova tra le valli dei fiumi Cumbaza e Shilcayo.

## Storia
Sede di università, fu fondata nel 1782 da Baltazar Martinez Jimenez de Compañom.
È un importante centro turistico, nei pressi si trovano le cascate di Ahuashiyacu e la laguna Azul.
Tarapoto è il centro delle reti terrestri e aeree tra la Sierra, la costa e l'oriente peruviano.
La località è nota agli appassionati di fumo lento, in quanto vi ha la sede la società Amazon, nota produttrice di sigari, che ha in sito anche il proprio opificio, azienda che sebbene di diritto peruviano, è stata fondata ed è di proprietà di italiani.